# 十人团

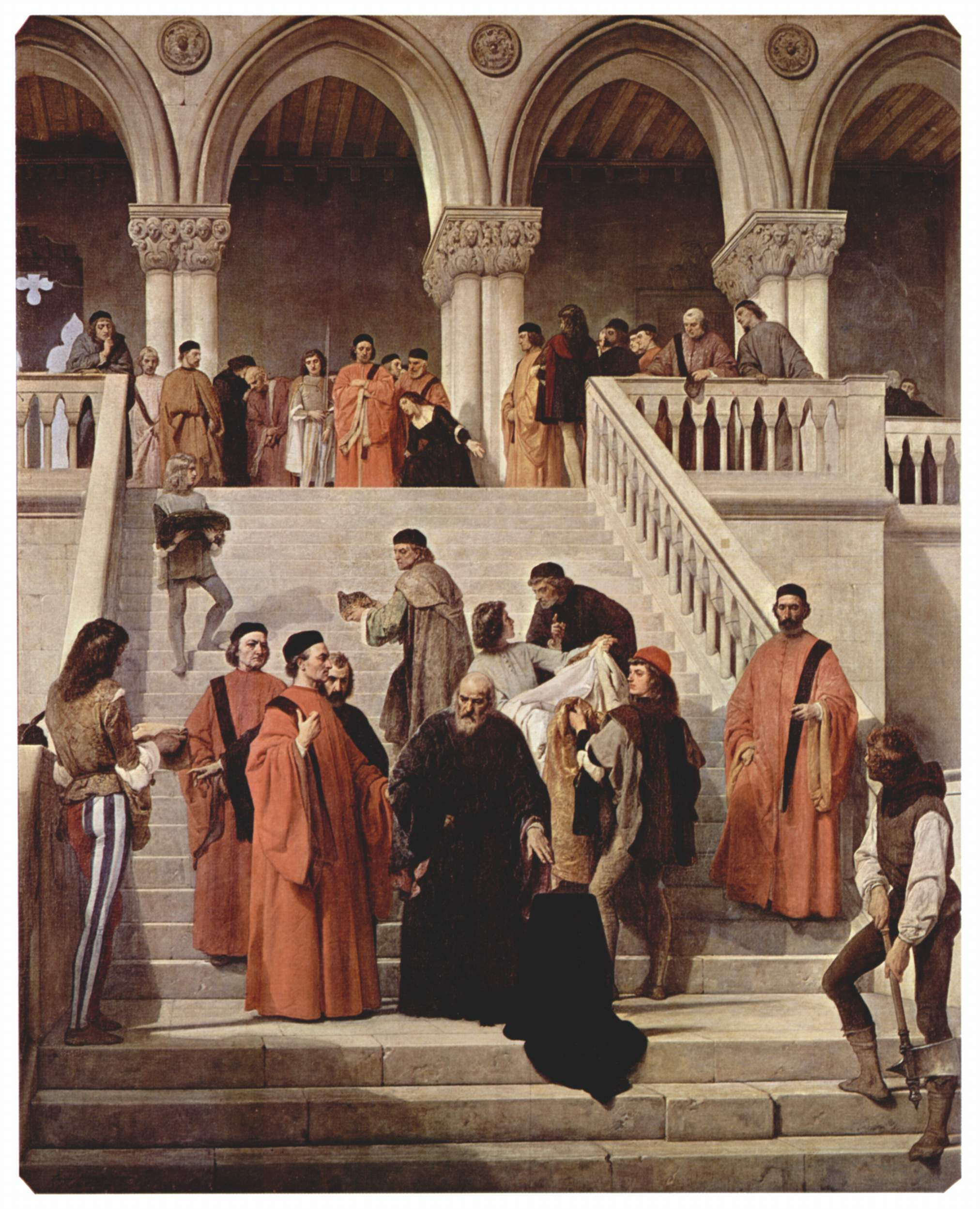
弗朗切斯科·哈耶兹，《总督马里诺·法里埃罗之死》

十人议会，又译十人团，是一个秘密组织，1310年设立，是威尼斯共和国政府的主要组成部分之一。其成员主要由贵族构成，由威尼斯大议会选出。1797年，在拿破仑占领威尼斯前解散。